# Kabupaten
 (juillet 2025).
Si vous disposez d'ouvrages ou d'articles de référence ou si vous connaissez des sites web de qualité traitant du thème abordé ici, merci de compléter l'article en donnant les références utiles à sa vérifiabilité et en les liant à la section « Notes et références ».

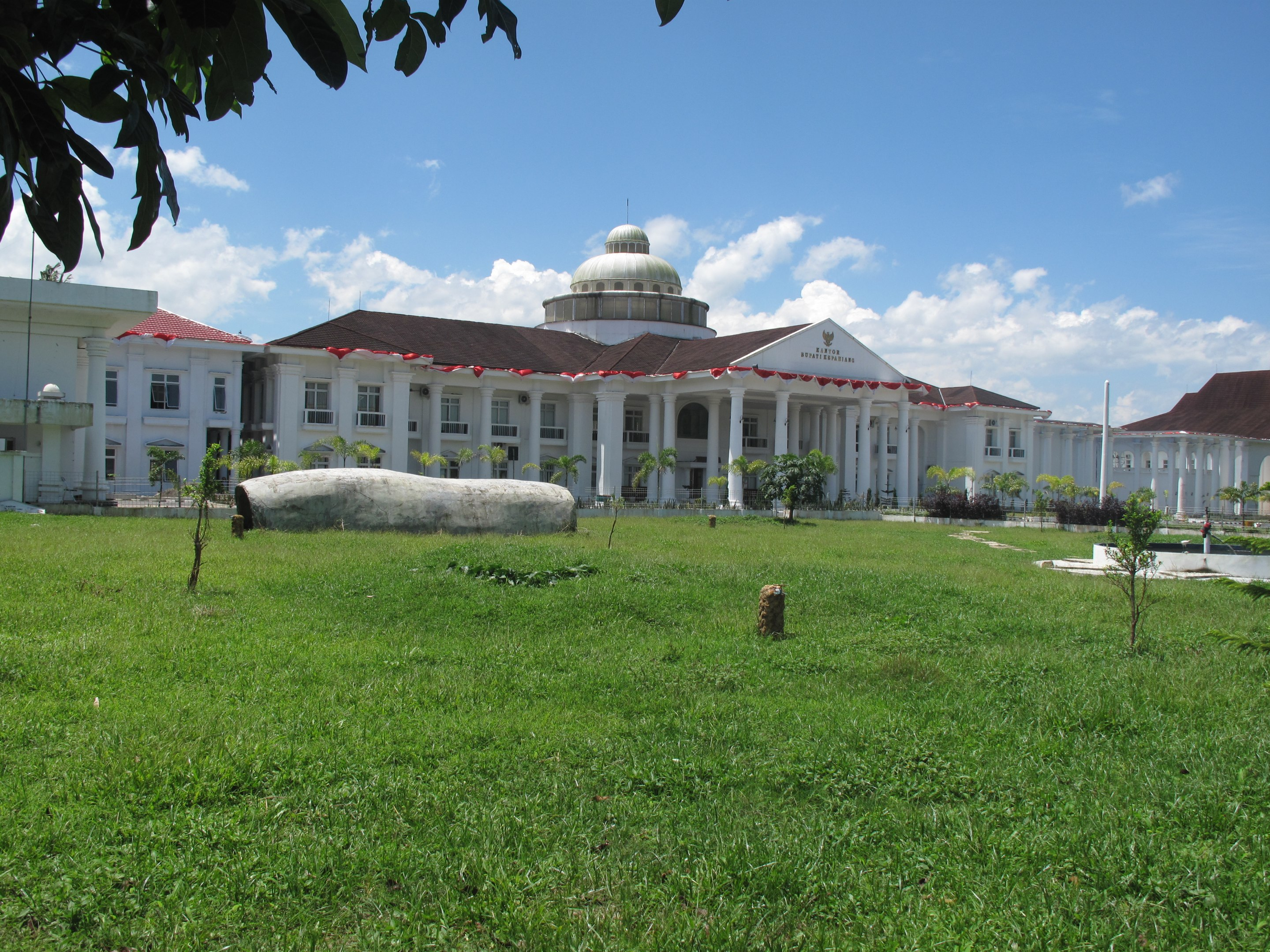
Le bureau du bupati de Kepahiang dans la province de Bengkulu, dans le sud de Sumatra.

En Indonésie, le kabupaten est une subdivision administrative de la province (provinsi),. Son chef-lieu est l'ibu kota kabupaten. L'autre subdivision du même niveau est la kota ou municipalité. Les kabupaten sont à leur tour subdivisés en kecamatan (districts).
L'Indonésie compte en 2009 401 kabupaten et 97 kota.
En Aceh, province qui a reçu un statut d'autonomie spéciale, les kabupaten s'appellent sagoe.
Le mot kabupaten est formé à partir de bupati, un mot javanais d'origine sanskrite (bhåpati, "seigneur"). À l'époque des Indes néerlandaises, le terme officiel en néerlandais pour les bupati était regent. Le territoire administré par un regent était une regentschap. C'est pourquoi kabupaten est habituellement traduit en anglais par regency.
En France, on le considère parfois comme le pendant du "département".

## Histoire
L'étude de prasasti (inscriptions) trouvées au Java oriental et datant du règne du roi Balitung (vers 900 – 910 apr. J.-C.) révèle l'existence d'un ensemble d'appellations témoignant d'un système d'administration complexe. Des responsables de régions, les patih, et de villages, les nayaka, font ainsi précéder leur nom personnel de titres tels que rake (c'est-à-dire raka i, "seigneur à", et non "seigneur de" comme dans le féodalisme européen), rakryan (seigneur), samgat, mirah-mirah. Ces titres étaient conférés par le souverain en même temps que la concession d'un fief, de privilèges commerciaux ou d'une charge.
Le territoire du royaume était parsemé de stèles sur lesquelles était gravée la reconnaissance par le roi de ces privilèges. En creux, on devine ainsi que des espaces entiers échappaient au pouvoir royal. Java était alors couverte de forêts. Mais il y avait également les perdikan, villages francs octroyés à des monastères bouddhiques, sans compter les espaces régis par des chefs religieux ou les enclaves commerciales.
L'époque du royaume de Majapahit (XIVe – XVe siècles) se caractérise par un système d'apanages par lequel le roi confie l'administration des nagara ou provinces à des membres de sa famille, qui prennent alors le titre de bhre, c'est-à-dire bhra i, "prince à", et non là non plus "prince de" comme dans le féodalisme européen. Ces bhre avaient donc un rôle similaire à celui des comtes du haut Moyen Âge.
Au XVIe siècle, Java est une constellation de petites principautés dont la plupart ont un souverain musulman. Certaines sont liées entre elles par des rapports de suzeraineté et vassalité. En 1587 le panembahan ("celui à qui on rend hommage") Senapati conquiert Pajang, le royaume de son suzerain. Suit une série de conquêtes : Demak en 1588, Madiun en 1590, Kediri en 1591. Deux puissantes entités lui résistent : Banten à l'ouest, que Senapati attaque sans succès en 1597, et Surabaya à l'est, suzeraine de Tuban et Pasuruan.
Le petit-fils de Senapati, qui deviendra connu sous le nom de Sultan Agung, entreprend à son tour une politique d'expansion par les armes. Il échouera à soumettre trois territoires : Banten, la principauté de Blambangan dans l'est de Java, restée hindouiste, et surtout Batavia, la cité des Hollandais de la VOC (Compagnie néerlandaise des Indes orientales).
Cette conquête de nouveaux territoires exige la mise en place d'une nouvelle organisation administrative. Agung nomme des bupati à la tête de territoires qu'ils ont la charge de mettre en valeur et de défendre. Parmi les premiers bupati ainsi nommés figurent ceux de Karawang (1633) et Bandung (1641).
En 1800, le gouvernement des Pays-Bas, qui a dissous la VOC, reprend les actifs de celles-ci, ce qui inclut les territoires que la compagnie administrait. Le gouvernement colonial met en place un appareil centralisé, dans lequel les bupati javanais sont contrôlés par des agents néerlandais.

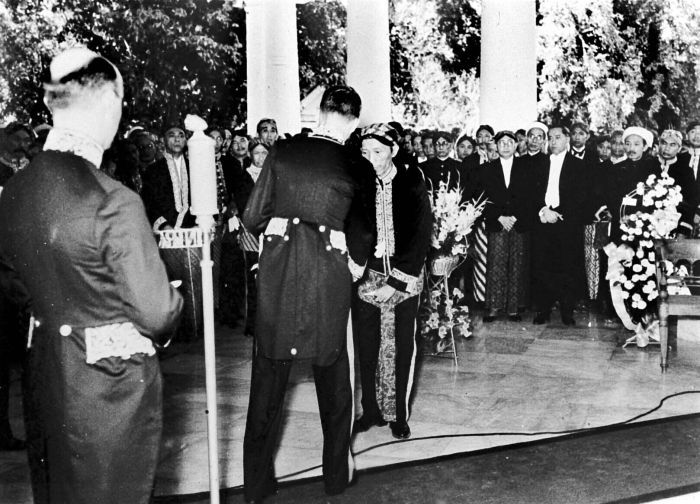
Nomination du nouveau regent de Surabaya, Raden Tumenggung Musono

## Autonomie régionale
En 1999, le DPR (assemblée nationale) a voté 2 lois :
- La loi no. 22/1999 portant "gouvernement des régions" (Pemerintahan Daerah),
- La loi no. 25/1999 portant "équilibrage des finances entre le gouvernement central et les régions" (Perimbangan Keuangan antara Pemerintah Pusat dan Daerah).

Ces lois ont ensuite été complétées par notamment :
- La loi no. 18/2001 portant "autonomie spéciale pour la province du territoire spécial d'Aceh comme province de Nanggroe Aceh Darussalam",
- La loi no. 21/2001 portant "autonomie spéciale pour la province de Papouasie",
- La loi no. 32/2004 portant "gouvernement des régions".